# Christian Palustran

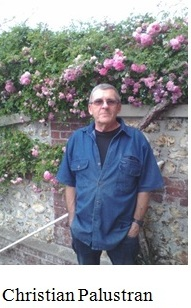

Christian Palustran (* 1. Juli 1947 in Saint-Cloud) ist ein französischer Dramatiker und Geschichtenerzähler. Seine Werke – einige davon für junge Leute – wurden auf der Bühne uraufgeführt und in verschiedenen Ländern im Rundfunk ausgestrahlt.

## Biografie
Christian Palustran lebte zuerst in Paris. Er studierte an der Sorbonne lettres (Sprachen und Literatur) und bestand die Agrégation (Lehrbefugnis für höhere Schulen). Anschließend wurde er Lehrer in der Normandie. Er veranstaltete mit seinen Schülern Shows und leitete Schreibworkshops von der Grundschule bis zur Universität. Zur gleichen Zeit begann er mit der Erstellung von Texten und zwei seiner ersten Werke, Escapade und Histoire d'oeuf (Eiergeschichte), wurden beim Nationalen Wettbewerb von L’Acte in Metz ausgezeichnet und inszeniert. Er wurde zu französischen und ausländischen Festivals eingeladen, wo er seine Erfahrungen als Autor erzählte und wo seine Stücke aufgeführt wurden, insbesondere in Kanada, in den USA und in Belgien. Im letzteren Land vertrat Un papillon jaune appelé Sphinx (Ein gelber Schmetterling namens Sphinx) und Les Méfaits du Bourbon (Der Schaden von Bourbon) Frankreich bei den internationalen CIFTA Estivades (International Councel of Amateur Theatre Festival) in Marche-en-Famenne und Die Falle beim ersten Namur International Festival. Ein gelber Schmetterling namens Sphinx nahm am spanischen Universitätsfestival in Valladolid teil.
Er interessiert sich für Sprachen und übersetzt manchmal andere Autoren oder trägt zur Übersetzung eigener Texte bei. Er unterstützt auch die Frankophonie und ist als solcher Gast zahlreicher französischer Allianzen oder Institute (öffentliche Einrichtungen, die die französische Kultur im Ausland und den interkulturellen Austausch fördern). Von 2009 bis 2019 leitet er das frankophone Festival La Première in Kirow, Russland.
Christian Palustran hat etwa dreißig Stücke verschiedener Genres geschrieben. Viele waren in Frankreich und im französischsprachigen Raum vertreten. Mehrere wurden auf Sendung ausgestrahlt (Radio France-Culture, Radio Suisse Romande, Radio France Internationale…).
Bestimmte Stücke wurden auch übersetzt und im Ausland aufgeführt: in den USA in Argentinien, auch in Großbritannien und in osteuropäischen Ländern (Russland, Bulgarien und Rumänien….) Die Meisten seiner Werke sind satirische Komödien, in denen er unsere Zeit verspottet. Aber er ist auch Autor tragischer Monologe und sozialer Dramen.
Christian Palustran interessiert sich auch für Theater für junge Leute.
Mehrere seiner Stücke wurden in Blindenschrift transkribiert.
Christian Palustran ist Autor mehrerer Sammlungen von Geschichten: Le Crépuscule des Fées (Das Zwielicht der Feen), Les Contes du Croissant de Lune (Die Märchen vom Halbmond) und Métamorphoses, mon amour (Metamorphosen, meine Liebe), nach Ovid. Diese "Stränge der Träume", wie der Autor sie nennt, lassen sich von berühmten Geschichten inspirieren und unterstreichen oft ironisch oder scherzhaft die Mängel unserer Zeit. Sie wurden in verschiedenen Radios und auf den Funkwellen von France-Culture ausgestrahlt, wo sie berühmten französischen Schauspieler als Darsteller hatten (Michel Bouquet, Michael Lonsdale..). Sie wurden auch öffentlich vorgetragen, insbesondere von Claude Piéplu (Nationales Festival der Geschichtenerzähler in Chevilly-larue (Nähe von Paris), in Elsass und in der Normandie).

## Werke

### Theater
(Zusammenfassungen, Anzahl der Schauspieler, Orte und Erstellungsdaten finden Sie in der Liste der Stücke im Repertoire des Autors in der SACD-Bibliothek).

#### Für Kinder und Jugendliche
- La Queue du Chat (Der Schwanz der Katze) im Démocratie-Mosaik 4, Lansman, 2000, ISBN 2-87282-276-3
- Théâtre de Noël (Weihnachtstheater): Le Père Noël ne répond plus (Weihnachtsmann antwortet nicht mehr), Histoire de l’étoile et de l’arche (Geschichte des Sterns und der Arche), La Guerre des arbres (Der Krieg der Bäume), Le Magicien (Der Magier), Les Mandarines, 2004, ISBN 2-9516482-5-1
- La Reine et l'Olifant Magique (Die Königin und der magische Olifant), gefolgt von Peau d´âne 2000 (Eselhau 2000) und Concerto pour Lutin, Spectre et Ondine (Konzert für Elfe, Geist und Undine), La Fontaine, 2005, ISBN 2-907846-88-4
- L’Affaire Chaperon (Die Rotkäppchen -Affäre) in Démocratie Mosaïque 3, 1998 und in Kleine Stücke, um Der Welt davon zu erzählen (Petites pièces pour dire le monde), Lansman, 2005, ISBN 2-87282-494-4
- La Sœur de Blanche Neige (Schneewittchens Schwester), Art et Comédie, ISBN 2-84422-491-1
- Histoire d‘oeuf (Eiergeschichte, Neuauflage), Les Mandarines, 2020, ISBN 978-2-491921-00-2

#### Für alle Zielgruppen
- Escapade (Eskapade), L’Avant-Scène Théâtre Nr. 735/736, 1983, FRBNF39768555
- Journal d’un loup-garou, Abîmes et Nuage (Tagebuch eines Werwolfs, Abgründe und Wolke), Lansman, 1996, ISBN 2-87282-155-4

-Ausstrahlung eines Werwolf-Tagebuchs (Journal d’un loup-garou) im France-Culture (1991) und von Wolke (Nuage), im Radio Suisse Romande (1990),
- Une soirée tranquille (Ein ruhiger Abend), La Fontaine, 1996, ISBN 2-907846-26-4
- Le Grand Débat (Die große Debatte), entnommen aus Un paradis d'enfer (Ein höllisches Paradies), Übersetzung i in der bulgarischen Zeitschrift Panorama Nr. 3, Zeitgenössisches französisches Theater (Le théâtre français contemporain), 1998
- Citizen B.V. ou La Barbe Verte (Citizen B.V. oder Grüne Bart), Art et Comédie, 2001, ISBN 2-84422-201-3
- Le Paysan, le Roi et la Marmite (Der Bauer, der König und der Topf), La Fontaine, 1992 und 2002, ISBN 2-907846-17-5
- Un papillon jaune appelé Sphinx (Ein gelber Schmetterling namens Sphinx), La Fontaine, 1990 und dreisprachige französische, italienische, englische Version, La Fontaine, 2002, ISBN 2-907846-64-7
- La Canicule (Hitzewelle), ausgestrahlt auf France-Culture (1978 und 1979) und in einem Dutzend Ländern (1983), La Fontaine, 1991 und 2002, ISBN 2-907846-62-0
- Queneau, que si, kollektive Arbeit, Les Quatre Vents, 2003, ISBN 2-7498-0903-7
- La Chausse-Trape (Die Falle), 1981, ISBN 2-907846-31-0

Auf France-Culture ausgestrahlt, La Fontaine, 1998 und 2004
- Les Méfaits du Bourbon (Der Schaden von Bourbon), La Fontaine, 2004, ISBN 2-907846-78-7
- Un paradis d´enfer (Ein höllische Paradies),Théophraste oder der achten Himmel und Linda im Theater für Wohnungen und kleine Bühnen (Théâtre pour appartements et petites scènes), Les Mandarines, 2006, ISBN 2-9516482-7-8
- Ecco in Un autre Regard, L’Agapante, 2008, ISBN 978-2-9526097-1-5
- La Fontaine, le Clown et les Ecolos, balade théâtrale (La Fontaine, der Clown und die Ökologen, Theaterwanderung), La Fontaine, 2010, ISBN 978-2-35361-029-7
- Les Télécrates, L’Enjeu (Die Telecraten, Die Wette), in Scènoblique 2010, ABS, 2011
- Les Télécrates, Neuauflage: L'enjeu et Des coquillettes à la vinaigrette (Die Wette und Coquillettes mit Vinaigrette), ABS, 2011, ISBN 978-2-915839-76-0
- Mythomania, balade théâtrale, avec Histoire d'oeuf et Vente à domicile ( Mythomania,Theaterwanderung mit Eiergeschichte und Verkauf von Tür zu Tür), Les Mandarines, 2020, ISBN 978-2-491921-00-2

#### Übersetzungen des Autors
- Eine Weihnachtsgeschichte, französische Übersetzung des Stücks von Sandra Nordgren, theatralische Adaption von Charles Dickens 'Geschichte, Art et Comédie, 2000, ISBN 2-84422-170-X
- Das Geheimnis von Huelmul Island und Das schelmische Kind (theatralische Adaption von Hans Christian Andersens Geschichte des argentinischen Dramatikers Alejandro Finzi)

## Erzählungen

### Aufnahmen

#### Radio-France-Kassette
- La Surprise du Père Noël (Die Überraschung des Weihnachtsmanns), 1987 (Auflage von 10.000 Exemplaren für die von France-Culture, France-Inter und der Zeitschrift Pèlerin gestartete Operation "Wir sind alle Weihnachtsmann")
- Le Crépuscule des fées (Das Zwielicht der Feen), 1993

#### France-Culture- und Radio-Suisse-Romande-Aufnahmen
- La Dame de Glace, La Nouvelle Peau d´âne, Le Procès du Petit Chaperon Rouge (Die Eisdame, die neue Eselshaut, Der Prozess des Rotkäppchens). Diese drei Geschichten wurden auch im kanadischen Radio ausgestrahlt.
- La Surprise du père Noël; Le Paysan, le Roi et la Marmite (Die Überraschung des Weihnachtsmanns, Der Bauer, der König und der Topf, 4 Folgen)
- Le Destin des arbres, Le Chat buté, L’Histoire de l'Etoile de Noël, L’OVNI (Das Schicksal der Bäume, Die hartnäckige Katze, Die Geschichte des Weihnachtssterns, Das UFO, 2 Folgen)
- .Concerto pour Lutin, Spectre et Ondine (Konzert für Elfe, Geist und Undine), 3 Folgen

### Veröffentlichungen
- Les Contes du croissant de lune (Die Märchen vom Halbmond), Art et Comédie, 2000, ISBN 2-84422-169-6
- Concerto pour Lutin, Spectre et Ondine (Konzert für Elfe, Geist und Undine) in der Zeitschrift L'Encre et l'Œuvre Nr. 206–207, Souffles, 2004
- Métamorphoses, mon amour (Metamorfosen, meine Liebe), nach Ovide, Hachette jeunesse, 2005, ISBN 2-01-321136-8; Buch auch in Blindenschrift transkribiert (GIAA PACA / CORSE)